# Jihosúdánská libra
Jihosúdánská libra je oficiální měnou Jižního Súdánu. Dělí se na 100 piastrů. Její vznik byl schválen ještě předtím, než se 9. července 2011 oddělil Jižní Súdán od Súdánu. Začala platit 18. července 2011 a nahradila v Jižním Súdánu jedna k jedné súdánskou libru.
Na bankovkách je vyobrazen John Garang, který byl vůdčí osobností hnutí za nezávislost jižního Súdánu a velitelem Súdánské lidově osvobozenecké armády. V roce 2005 zahynul při havárii vrtulníku.